# 222
سنة 222 م (بالأرقام الرومانية: CCXX) من التقويم اليولياني. بدأت تسمية السنة بـ 222 منذ العصور الوسطى المبكرة، عندما أصبح تقويم أنو دوميني هو الأسلوب السائد في أوروبا لتسمية السنوات.

## وفيات
مقتل شابور بن بابك الأخ الأكبر لأردشير الأول مؤسس الإمبراطورية الساسانية خلال اجتماعه به بسقوط سقف بناية عليه.